# Данилевские
Данилевские (Михайловские-Данилевские) — русские дворянские роды.
Один из них происходит от выходца из Подолии, казака, сперва сотника, потом судьи Изюмского слободского полка, Данилы Даниловича Данилевского (1648—1719). Потомком его в VII колене был Григорий Петрович Данилевский, к этому же роду принадлежит историк Данилевский, Николай Яковлевич. Этот род внесен в I часть родословной книги Харьковской губернии.
Два рода Данилевских восходят до третьей четверти XVIII века. Остальные девятнадцать родов Данилевских позднейшего происхождения.
Польские роды Данилевских — гербов Остоя и Холева.

## Михайловские-Данилевские
Действительный статский советник Иван Лукьянович Данилевский (1751—1807), старший директор Заёмного банка, получил (20 февраля 1801) от императора Павла I Петровича дозволение именоваться Михайловским-Данилевским, с распространением этой фамилии и на его потомство.

## Описание герба

#### Герб Григория Данилевского
В лазоревом щите, в серебряном одеянии с распущенными волосами женщина, держащая в правой руке червлёный на золотистом древе, бунчук, а в левой серебряной сверток.
На щите дворянский коронованный шлем. Нашлемник: два чёрных орлиных крыла увенчанных золотой о шести лучах звездой. Намёт на щите лазоревый, подложенный серебром.
Примечание: Григорий Данилевский, статский советник, жалован дипломом на потомственное дворянское достоинство (22.03.1873).

## Известные представители
- Данилевский Евстафий Данилович (1690—1743) — полковник Изюмского слободского полка (1736—1744); жена: Мария Алексеевна, воспитанница князя Никиты Юрьевича Трубецкого.